# Far East Cup w biegach narciarskich 2016/2017
Far East Cup w biegach narciarskich 2016/2017 to kolejna edycja tego cyklu zawodów składająca się z dziewięciu biegów. Rywalizacja rozpoczęła się 16 grudnia 2016 w koreańskim Alpensia Resort, a zakończyła się 16 stycznia 2017 w tym samym miejscu.
W poprzednim sezonie tego cyklu najlepszą wśród kobiet była Japonka Yuki Kobayashi, a wśród mężczyzn Japończyk Akira Lenting.

## Kalendarz i wyniki

### Kobiety
| Lp | Data             | Miejscowość     | Dystans              | 1. miejsce     | 2. miejsce     | 3. miejsce      |
| -- | ---------------- | --------------- | -------------------- | -------------- | -------------- | --------------- |
| 1. | 16 grudnia 2016  | Alpensia Resort | sprint s. klasycznym | Nanase Fujita  | Lee Chae-won   | Hikari Miyazaki |
| 2. | 17 grudnia 2016  | Alpensia Resort | 10 km s. dowolnym    | Lee Chae-won   | Chisa Ōbayashi | Shiori Yokohama |
| 3. | 26 grudnia 2016  | Otoineppu       | 5 km s. klasycznym   | Masako Ishida  | Yuki Kobayashi | Lee Chae-won    |
| 4. | 27 grudnia 2016  | Otoineppu       | 5 km s. dowolnym     | Masako Ishida  | Lee Chae-won   | Yuki Kobayashi  |
| 5. | 6 stycznia 2017  | Sapporo         | 5 km s. klasycznym   | Yuki Kobayashi | Chisa Ōbayashi | Kozue Takizawa  |
| 6. | 7 stycznia 2017  | Sapporo         | Sprint s. klasycznym | Masako Ishida  | Nanase Fujita  | Yuki Kobayashi  |
| 7. | 8 stycznia 2017  | Sapporo         | 10 km s. dowolnym    | Masako Ishida  | Yuki Kobayashi | Lee Chae-won    |
| 8. | 15 stycznia 2017 | Alpensia Resort | 5 km s. klasycznym   | Lee Chae-won   | Je Sang-mi     | Han Da-som      |
| 9. | 16 stycznia 2017 | Alpensia Resort | 10 km s. dowolnym    | Lee Chae-won   | Je Sang-mi     | Han Da-som      |

### Mężczyźni
| Lp | Data             | Miejscowość     | Dystans              | 1. miejsce           | 2. miejsce           | 3. miejsce           |
| -- | ---------------- | --------------- | -------------------- | -------------------- | -------------------- | -------------------- |
| 1. | 16 grudnia 2016  | Alpensia Resort | sprint s. klasycznym | Nobuhito Kashiwabara | Kohei Shimizu        | Tomoki Sato          |
| 2. | 17 grudnia 2016  | Alpensia Resort | 15 km s. dowolnym    | Hikari Fujinoki      | Takanori Ebina       | Kaichi Naruse        |
| 3. | 26 grudnia 2016  | Otoineppu       | 10 km s. klasycznym  | Akira Lenting        | Hiroyuki Miyazawa    | Keishin Yoshida      |
| 4. | 27 grudnia 2016  | Otoineppu       | 10 km s. dowolnym    | Keishin Yoshida      | Naoto Baba           | Hiroyuki Miyazawa    |
| 5. | 6 stycznia 2017  | Sapporo         | 10 km s. klasycznym  | Keishin Yoshida      | Hiroyuki Miyazawa    | Nobuhito Kashiwabara |
| 6. | 7 stycznia 2017  | Sapporo         | Sprint s. klasycznym | Nobuhito Kashiwabara | Hikari Fujinoki      | Keishin Yoshida      |
| 7. | 8 stycznia 2017  | Sapporo         | 15 km s. dowolnym    | Keishin Yoshida      | Naoto Baba           | Hiroyuki Miyazawa    |
| 8. | 15 stycznia 2017 | Alpensia Resort | 10 km s. klasycznym  | Akira Lenting        | Hikari Fujinoki      | Nobuhito Kashiwabara |
| 9. | 16 stycznia 2017 | Alpensia Resort | 15 km s. dowolnym    | Akira Lenting        | Nobuhito Kashiwabara | Takanori Ebina       |

## Klasyfikacje
| Lp. | Zawodniczka     | Punkty |
| --- | --------------- | ------ |
| 1.  | Lee Chae-won    | 670    |
| 2.  | Masako Ishida   | 400    |
| 3.  | Yuki Kobayashi  | 380    |
| 4.  | Chisa Ōbayashi  | 370    |
| 5.  | Hikari Miyazaki | 269    |
| 6.  | Nanase Fujita   | 244    |
| 7.  | Shiori Yokohama | 238    |
| 8.  | Kozue Takizawa  | 232    |
| 9.  | Ju Hye-ri       | 213    |
| 10. | Han Da-som      | 186    |
| 11. | Je Sang-mi      | 184    |
| 12. | Miki Kodama     | 167    |
| 13. | Sumiko Ishigaki | 153    |
| 14. | Aoi Sato        | 150    |
| 15. | Chika Kobayashi | 149    |

| Lp. | Zawodnik             | Punkty |
| --- | -------------------- | ------ |
| 1.  | Nobuhito Kashiwabara | 494    |
| 2.  | Akira Lenting        | 472    |
| 3.  | Hikari Fujinoki      | 456    |
| 4.  | Keishin Yoshida      | 420    |
| 5.  | Takanori Ebina       | 364    |
| 6.  | Hiroyuki Miyazawa    | 304    |
| 7.  | Kohei Shimizu        | 283    |
| 8.  | Kaichi Naruse        | 273    |
| 9.  | Naoto Baba           | 232    |
| 10. | Tomoki Sato          | 149    |
| 11. | Kentarō Ishikawa     | 139    |
| 12. | Hwang Jun-ho         | 128    |
| 13. | Kim Min-woo          | 124    |
| 14. | Takatsugu Uda        | 106    |
| 15. | Park Seong-beom      | 96     |